# Gustav Hey
Karl Friedrich Gustav Hey (* 2. Januar 1847 in Penig; † 15. August 1916 in Döbeln) war ein deutscher Slawist, Ortsnamen- und Siedlungsforscher. 1893 erschien in der Königlichen Sächsischen Hofverlagsbuchhandlung Wilhelm Baensch in Dresden sein Hauptwerk Die slavischen Siedlungen im Königreich Sachsen mit Erklärung ihrer Namen. Es wurde zu einem populären Nachschlagewerk für Heimat- und Ortsnamenforscher sowie für die städtischen Geschichtsvereine, die in der 2. Hälfte des 19. Jahrhunderts in vielen sächsischen Orten gegründet wurden.

## Leben

Grabmal vom Gustav Hey auf dem Niederfriedhof in Döbeln

Hey, als Sohn eines Buchdruckers und Bürgermeisters geboren, begann nach dem Besuch des Gymnasiums in Dessau 1856 ein Studium der Philologie an der Universität Leipzig. Er beendete dies im Jahr 1869 und arbeitete anschließend bis 1871 als Hauslehrer, anschließend bis zur Pensionierung 1911 als Lehrer am Realgymnasium in Döbeln. In den letzten Jahren war er auch als Konrektor tätig. Auf dem Niederfriedhof in Döbeln fand Gustav Hey seine letzte Ruhe.

## Einfluss
Hey hatte mit der Themenwahl seiner Forschungen und mit seiner betont slawenfreundlichen Grundhaltung die außerakademische Slawistik in Deutschland maßgeblich mitgeprägt. Sein großes Verdienst besteht in der systematischen Erfassung und Deutung der slawischen Ortsnamen großer Teile Deutschlands. Beginnend mit der Erkundung der Gegend von Döbeln erfassten die Untersuchungen allmählich das gesamte Königreich Sachsen; sie dehnten sich später auf weitere deutsche Regionen aus, wie Oberfranken, dem Herzogtum Anhalt und den elb- und ostseeslawischen Gebieten. Sein 1893 erschienenes Hauptwerk Die slavischen Siedlungen im Königreich Sachsen mit Erklärung ihrer Namen hatte zu Beginn des 20. Jahrhunderts großen Einfluss auf die Entwicklung der slawistischen Namenkunde in Deutschland.

## Werk
Die seinem Hauptwerk vorausgegangenen langjährigen Untersuchungen der Orts-, Flur- und Familiennamen brachten ihn in Berührung mit sorbischen Forschern, die altsorbische Siedlungsareale mit gleicher Zielsetzung erkundeten. Ein besonders freundschaftliches Verhältnis entstand zu dem sorbischen Forscher Ernst Mucke (1854–1932), welches ihn veranlasste, seinen wissenschaftlichen Nachlass der sorbischen wissenschaftlichen Gesellschaft Maćica Serbska zu übereignen.
Heys Werk war für lange Zeit das einzige geschlossene, flächendeckende Werk zu den Ortsnamen Sachsens, auch wenn es aufgrund der neuen Erkenntnisse in der slawistischen Namenkunde heute nicht mehr als ein vollgültiges Nachschlagewerk angesehen werden kann. (Diese Lücke wurde 1957 durch das vierbändige und erneut 2006 durch das dreibändige Historische Ortsnamenbuch von Sachsen geschlossen, an dessen Herausgabe der Leipziger Slawist Ernst Eichler namhaft beteiligt war.) In dem umfangreichen Nachwort zu dem 1981 erschienenen Reprint nimmt Ernst Eichler eine eingehende Würdigung des wissenschaftlichen Lebenswerks von Hey vor. Er charakterisiert ihn als „einen hervorragenden Repräsentanten jener fortschrittlich gesinnten bürgerlichen Intellektuellen…, die versuchten, dem slawischen Anteil an der Geschichte des deutschen Volkes gerecht zu werden und die gerade die slawischen Namen, vor allem die Ortsnamen, als wertvolle Zeugen der Vergangenheit, die zum Sprechen gebracht werden müssen, ansahen.“

## Veröffentlichungen
- Über den slavischen Namen Berlin. In: Archiv für das Studium der neueren Sprachen. 37, Bd. 69, Braunschweig 1883, S. 201–206.
- Die slavischen Siedlungen im Königreich Sachsen mit Erklärung ihrer Namen. Dresden 1893; Nachdruck: Böhlau Verlag Köln Wien 1981 (mit einem Nachwort von Ernst Eichler und einem Verzeichnis von heute anders zu erklärender Ortsnamen Sachsens).
- Zur Ortsnamenforschung. In: Deutsche Geschichtsblätter. Band 2, Gotha 1901, S. 121–131.
- mit Karl Schulze: Die Siedlungen in Anhalt. Ortschaften und Wüstungen mit Erklärung ihrer Namen. Halle 1905.
- mit A. Ziegelhöfer: Die Ortsnamen des ehemaligen Hochstifts Bamberg. Bamberg 1911.
- mit A. Ziegelhöfer: Die Ortsnamen des ehemaligen Fürstentums Bayreuth. Bayreuth 1920.